# Charles Lewis Fussell

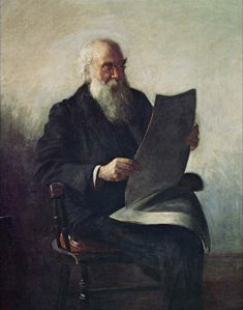
Thomas Eakins: Porträt von Charles L. Fussell, ca. 1905. Montclair Art Museum

Charles Lewis Fussell (* 1840 in West Vincent Township, Pennsylvania; † 1909 in Media, Pennsylvania) war ein amerikanischer Maler und Kunstpädagoge. Zwischen 1863 und 1905 stellte er 38 Gemälde an der Pennsylvania Academy of the Fine Arts aus. Sein Werk besteht hauptsächlich aus Landschaften, aber seine frühen Arbeiten umfassen auch Genreszenen und Stillleben.

## Leben

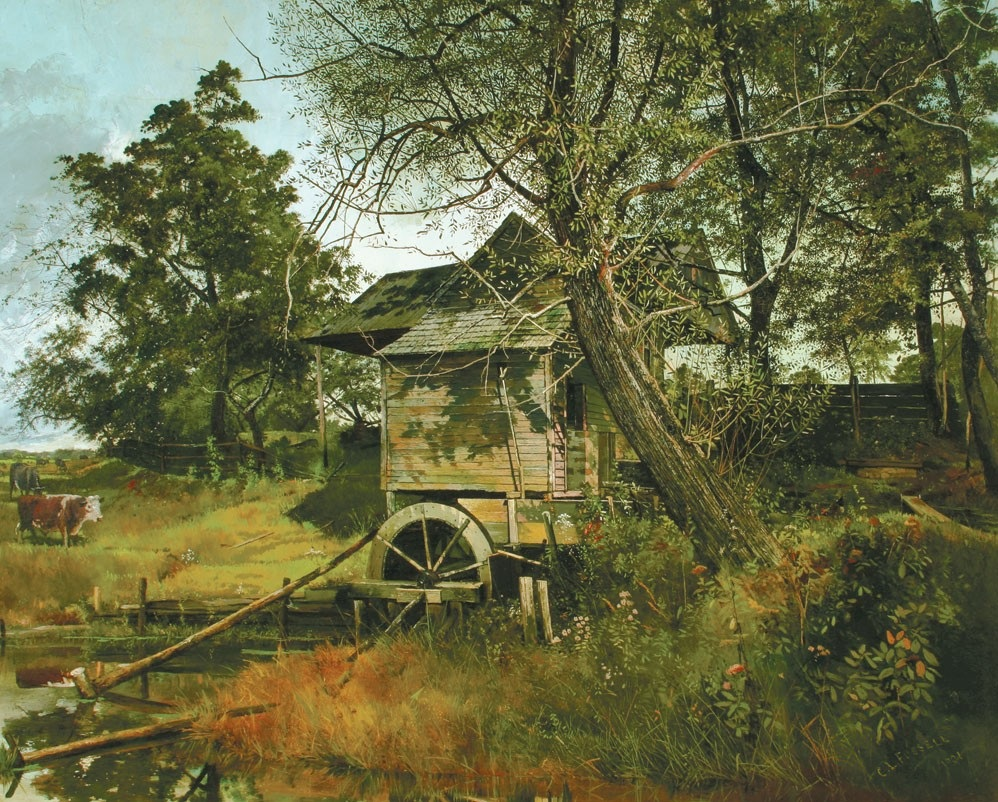
Charles Lewis Fussell: The old mill, 1901

Charles Lewis Fussell wurde 1840 als ältestes Kind einer kinderreichen Quäkerfamilie geboren. Er besuchte die Central High School in Philadelphia, wo er bei Thomas Eakins und William Sartain studierte. Später schrieb er sich an der Pennsylvania Academy of the Fine Arts ein, wo er von Peter F. Rothermel unterrichtet wurde. Im Jahr 1861 trat Charles Lewis Fussell in die Akademie ein.
Um die Gesundheit seines Vaters zu verbessern, zog Fussells Familie 1868 nach Townsend’s Inlet, New Jersey. Auf Anraten von Rothermel zog Fussell 1870 nach Greeley, Colorado, um die Rocky Mountains zu malen und mögliche klimatische Vorteile für die Gesundheit seines Vaters zu untersuchen. Bald kehrte er nach Philadelphia zurück, um bei Eakins zu studieren, und seine Familie zog 1871 nach Media, Pennsylvania.  

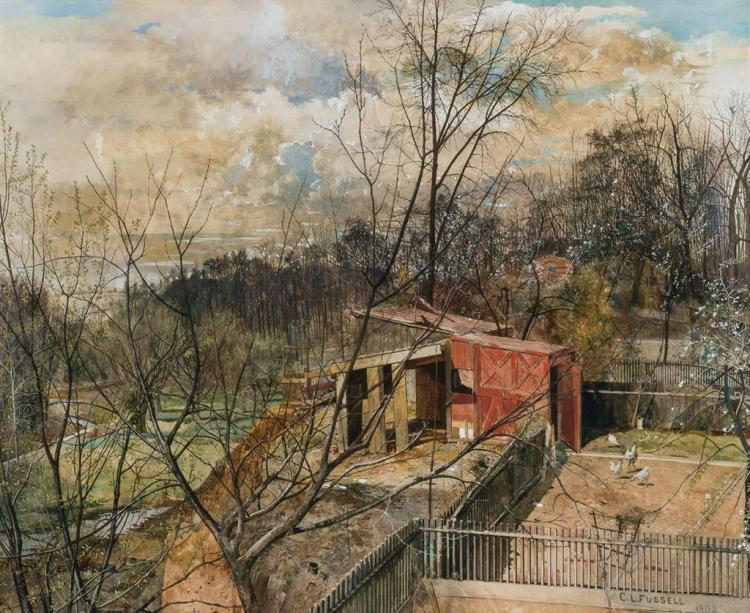
Charles Lewis Fussell: Spring blossoms, 1902

1889 zog Charles Fussell nach Brooklyn, New York, um seine Landschaftsmalerei fortzusetzen. Er malte Szenen in Crow’s Hill, Flatbush, Fort Hamilton, Sheepshead Bay, Rockaway und anderen ländlichen Gebieten, die von der bevorstehenden Verstädterung bedroht waren. 1897 kehrte er nach Media zurück und lebte bei seiner Schwester und seiner Tante Graceanna Lewis, einer bekannten Abolitionistin, Frauenrechtlerin und Ornithologin. Fussell malte weiterhin vor Ort und unterrichtete Kunst bis zu seinem Tod 1909.